# Université Tsuda
L'université Tsuda (津田塾大学, Tsudajuku daigaku) est une université privée pour femmes située à Kodaira au Japon. Fondé en 1900 par Tsuda Umeko sous le nom de Joshi Eigaku Juku, le collège est renommé en 1933 en Tsuda Eigaku Juku puis en Tsuda Juku Senmon Gakko et finalement en Tsuda Juku Daigaku (« Université Tsuda ») en 1948.
Il est l'un des plus anciens universités privés pour femmes du Japon et a significativement contribué à permettre l'accès des hautes études aux femmes.

## Personnalités liées à l'université

### Professeurs
- Kawai Michi (en)
- Tsuda Umeko
- Elizabeth Gray Vining
- Tetsurō Watsuji
- Douglas Lummis (en)

### Étudiantes
- Michiko Inukai (en), autrice
- Mitsuyo Kusano (en), présentatrice
- Yoriko Madoka (en), femme politique
- Yoko Matsuoka McClain (en), professeure de littérature et de langue japonaises
- Emiko Ohnuki-Tierney, anthropologiste
- Natsuko Toda (en), traductrice
- Akiko Yamanaka, femme politique
- Noriko Yui (en), mathématicienne
- Kumiko Haba (en), chercheuse en science politique et en relations internationales